# Commiphora kraeuseliana
Commiphora kraeuseliana is een plantensoort, behorend tot de familie Burseraceae. Het is een struik die een hoogte tot 2 meter kan bereiken. De struik heeft een dikke gezwollen stam, die zich vertakt dicht bij de grond. De schors heeft een grijsbruine tot geelachtige kleur. De takjes zijn relatief kort en stevig, pruimkleurig en bedekt met een doffe wasachtige laag.
De boom komt voor in Noordwest-Namibië. De struik groeit voornamelijk op rotsachtige hellingen en rotspartijen. Af en toe komt de struik ook voor op vlaktes, in ravijnen en op rivieroevers.
De struik levert een hars op, Omumbungu geheten. De kleur varieert van transparant tot zwart. Deze wordt verwerkt in wierook en tincturen.
... 
C. africana · 
C. caudata · 
C. gileadensis · 
C.  guidottii · 
C. kataf · 
C. myrrha · 
C. simplicifolia · 
C. wightii · 
C. wildii
...